# Eden Sher
Eden Rebecca Sher (n. 26 decembrie 1991, Los Angeles, California, SUA) este o actriță americană. Aceasta este cunoscută pentru rolul lui Sue Heck⁠(d) în serialul Familia Heck (2009-2018) și cel al lui Star Butterfly⁠(d) din animația Prințesa Stea contra Forțelor Răului (2015–2019). A câștigat Critics' Choice Television Award la categoria cea mai bună actriță de comedie în rol secundar⁠(d) pentru rolul din Familia Heck.

## Biografie
Sher s-a născut în Los Angeles, California. A crescut într-o familie monoparentală, mama sa fiind învățătoare. Și-a început cariera de actriță la vârsta de opt ani în piese de teatru școlare, producții de teatru locale și în corul școlii primare. A devenit interesată de actorie după ce a apărut într-un segment din emisiunea The Tonight Show with Jay Leno și a ieșit în evidență prin interpretarea sa

## Cariera
De-a lungul carierei sale, a apărut în câteva roluri în seriale de televiziune, dar multe dintre acestea au fost de scurtă durată, deoarece serialul fie a fost anulat, fie personajul său a fost eliminat. În 2006, a jucat rolul lui Gretchen în serialul comedie-dramă Ierburi⁠(d) și a obținut rolul lui Carrie Fenon în sitcomul Încurcături în familie⁠(d) (anulat după primul sezon). În 2007, Sher a jucat rolul unui elev al Liceului Harbour în ultimul sezon al serialului Fox Rebel în California. De asemenea, a apărut în scurtmetrajul Stuck⁠(d) din 2001 și în reclame de televiziune pentru Capital One⁠(d) și Fruity Pebbles⁠(d).
Primul său rol de durată a fost Sue Heck - o adolescentă ciudată, dar optimistă - în serialul de comedie ABC Familia Heck. În 2013, a câștigat premiul Critics' Choice Television pentru cea mai bună actriță de comedie în rol secundar într-un serial de comedie pentru acest rol.
Pe 30 mai 2018, s-a anunțat că un spin-off cu personajul interpretat de Eden Sher urmează să fie dezvoltat de compania ABC. Pe 20 iulie 2018, într-un interviu cu Michael Ausiello de la TVLine⁠(d), Sher a dezvăluit că rețeaua de televiziune a comandat un episod pilot pentru serial, acesta urmând să fie lansat la începutul anului 2019. Pe 5 octombrie 2018, viitorul serial a primit numele de Sue Sue In The City, dar această decizie a fost ulterior retrasă și proiectul a rămas fără titlu. Cu toate acestea, pe 21 noiembrie 2018 s-a anunțat că ABC a renunțat la spin-off.

## Viața personală
Sher a anunțat în martie 2019 că s-a logodit cu scenaristul Nick Cron-Devico. S-au căsătorit pe 12 iulie 2020.
În 2021, Sher a anunțat pe Instagram că ea și soțul Nick Cron-Devico urmează să aibă gemeni. S-au născut la sfârșitul anului 2021.
Sher suferă de tulburare de personalitate bipolară și a discutat public despre boala sa, inclusiv despre modul în care acesta i-a afectat sarcina.

## Filmografie

### Filme
| An   | Titlu         | Rol              | Note |
| ---- | ------------- | ---------------- | ---- |
| 2001 | Stuck         | Caterpillar Girl |      |
| 2014 | Veronica Mars | Penny            |      |
| 2016 | Temps         | Amy              |      |
| 2017 | The Outcasts  | Mindy            |      |
| 2018 | Step Sisters  | Beth             |      |

### Televiziune
| An      | Titlu                       | Rol                           | Note                                                    |
| ------- | --------------------------- | ----------------------------- | ------------------------------------------------------- |
| 2006    | Weeds                       | Gretchen                      | Rol episodic; 8 episoade                                |
| 2006    | Sons & Daughters            | Carrie Fenton                 | Rol episodic; 11 episoade                               |
| 2007    | The O.C.                    | Jane                          | Episodul: "The Dream Lover" Sezonul 4, episodul 11      |
| 2008    | The Middleman               | Cindy Marshall                | Episodul: "The Boyband Superfan Interrogation"          |
| 2009    | Party Down                  | Monica McSpadden              | Episodul: "Willow Canyon Homeowners Annual Party"       |
| 2009    | Sonny with a Chance         | Lucy                          | Episodul: "Three's Not Company"                         |
| 2009–18 | The Middle                  | Sue Heck                      | Rol principal; 215 episoade                             |
| 2012    | Pair of Kings               | Billie                        | Episodul: "The Oogli Stick"                             |
| 2015–19 | Star vs. the Forces of Evil | Star Butterfly                | Rol principal; Voce                                     |
| 2016    | Sing It!                    | Jessica                       | Episoadele: "Let's Sell Out!" și "And the Winner Is..." |
| 2018    | Robot Chicken               | Karen / Sarah / Widowed Mouse | Voce; Episodul: "Things Look Bad for the Streepster"    |
| 2018    | Superstore                  | Penny                         | Episodul: "Maternity Leave"                             |
| 2019    | Jane the Virgin             | PJ Fields                     | Rol episodic; Sezonul 5                                 |